# Antonio McKay
Antonio Ricardo McKay (Atlanta, 9 de fevereiro de 1964) é um ex-velocista norte-americano especializado nos 400 m rasos, bicampeão olímpico no revezamento 4x400 metros.
McKay disputou os Jogos Olímpicos de Los Angeles, em 1984 e ganhou a medalha de bronze nos 400 m rasos, vencidos pelo compatriota Alonzo Babers. No último dia de competição, com Babers, Sunder Nix e Raymond Armstead, sagrou-se campeão olímpico no revezamento 4X400 m. Dois anos depois, nos Jogos da Amizade, ele ganharia sua primeira medalha de ouro individual nos 400 m rasos.
Em 1987, participou novamente do revezamento americano que conquistou a medalha de ouro no Campeonato Mundial de Atletismo em Roma, como único sobrevivente do quarteto campeão de Los Angeles. Em 1987, 1988 e 1989 foi o campeão nacional americano da prova. Foi reserva da equipe do revezamento 4X400m que conquistou o ouro em Seul 1988, tornando-se bicampeão olímpico.
McKay continuou nas competições até meados da década de 1990 e hoje trabalha como técnico de atletismo numa escola privada em sua cidade natal, Atlanta.